# NASCAR Winston Cup de 2003
A NASCAR Winston Cup Series de 2003 foi a 55ª temporada de corridas de Stock cars profissionais nos Estados Unidos e a 32ª temporada da Cup Series da era moderna. A temporada começou em 8 de fevereiro no Daytona International Speedway com o Budweiser Shootout e terminou em 16 de novembro no Homestead-Miami Speedway com o Ford 400. Apesar de vencer apenas uma corrida durante toda a temporada, Matt Kenseth, dirigindo o Ford nº 17 da Roush Racing, foi fortemente consistente após a única vitória e foi coroado o campeão da Winston Cup. Sua única vitória veio na terceira corrida da temporada de 36 corridas. A Chevrolet levou para casa o Campeonato de Fabricantes da NASCAR após capturar 19 vitórias e 264 pontos sobre o segundo colocado Dodge, que teve nove vitórias e 203 pontos. A Ford terminou o ano em terceiro com sete vitórias e 200 pontos, e a Pontiac terminou em quarto com uma vitória e 125 pontos.

## Calendário
| Nº | Corrida                                      | Pista                                | Vencedor           | Montadora |
| -- | -------------------------------------------- | ------------------------------------ | ------------------ | --------- |
| 1  | Daytona 500                                  | Daytona International Speedway       | Michael Waltrip    | Chevrolet |
| 2  | Subway 400                                   | North Carolina Speedway              | Dale Jarrett       | Ford      |
| 3  | UAW-DaimlerChrysler 400                      | Las Vegas Motor Speedway             | Matt Kenseth       | Ford      |
| 4  | Bass Pro Shops MBNA 500                      | Atlanta Motor Speedway               | Bobby Labonte      | Chevrolet |
| 5  | Carolina Dodge Dealers 400                   | Darlington Raceway                   | Ricky Craven       | Pontiac   |
| 6  | Food City 500                                | Bristol Motor Speedway               | Kurt Busch         | Ford      |
| 7  | Samsung/RadioShack 500                       | Texas Motor Speedway                 | Ryan Newman        | Dodge     |
| 8  | Aaron's 499                                  | Talladega Superspeedway              | Dale Earnhardt Jr. | Chevrolet |
| 9  | Virginia 500                                 | Martinsville Speedway                | Jeff Gordon        | Chevrolet |
| 10 | Auto Club 500                                | California Speedway                  | Kurt Busch         | Ford      |
| 11 | Pontiac Excitement 400                       | Richmond Raceway                     | Joe Nemechek       | Chevrolet |
| 12 | Coca-Cola 600                                | Lowe's Motor Speedway                | Jimmie Johnson     | Chevrolet |
| 13 | MBNA Armed Forces Family 400                 | Dover International Speedway         | Ryan Newman        | Dodge     |
| 14 | Pocono 500                                   | Pocono Raceway                       | Tony Stewart       | Chevrolet |
| 15 | Sirius 400                                   | Michigan International Speedway      | Kurt Busch         | Ford      |
| 16 | Dodge/Save Mart 350                          | Infineon Raceway                     | Robby Gordon       | Chevrolet |
| 17 | Pepsi 400                                    | Daytona International Speedway       | Greg Biffle        | Ford      |
| 18 | Tropicana 400                                | Chicagoland Speedway                 | Ryan Newman        | Dodge     |
| 19 | New England 300                              | New Hampshire International Speedway | Jimmie Johnson     | Chevrolet |
| 20 | Pennsylvania 500                             | Pocono Raceway                       | Ryan Newman        | Dodge     |
| 21 | Brickyard 400                                | Indianapolis Motor Speedway          | Kevin Harvick      | Chevrolet |
| 22 | Sirius Satellite Radio at The Glen           | Watkins Glen International           | Robby Gordon       | Chevrolet |
| 23 | GFS Marketplace 400                          | Michigan International Speedway      | Ryan Newman        | Dodge     |
| 24 | Sharpie 500                                  | Bristol Motor Speedway               | Kurt Busch         | Ford      |
| 25 | Mountain Dew Southern 500                    | Darlington Raceway                   | Terry Labonte      | Chevrolet |
| 26 | Chevy Rock & Roll 400                        | Richmond Raceway                     | Ryan Newman        | Dodge     |
| 27 | Sylvania 300                                 | New Hampshire International Speedway | Jimmie Johnson     | Chevrolet |
| 28 | MBNA America 400                             | Dover International Speedway         | Ryan Newman        | Dodge     |
| 29 | EA Sports 500                                | Talladega Superspeedway              | Michael Waltrip    | Chevrolet |
| 30 | Banquet 400 presented by ConAgra Foods       | Kansas Speedway                      | Ryan Newman        | Dodge     |
| 31 | UAW-GM Quality 500                           | Lowe's Motor Speedway                | Tony Stewart       | Chevrolet |
| 32 | Subway 500                                   | Martinsville Speedway                | Jeff Gordon        | Chevrolet |
| 33 | Bass Pro Shops MBNA 500                      | Atlanta Motor Speedway               | Jeff Gordon        | Chevrolet |
| 34 | Checker Auto Parts 500 presented by Havoline | Phoenix International Raceway        | Dale Earnhardt Jr. | Chevrolet |
| 35 | Pop Secret Microwave Popcorn 400             | North Carolina Speedway              | Bill Elliott       | Dodge     |
| 36 | Ford 400                                     | Homestead-Miami Speedway             | Bobby Labonte      | Chevrolet |

## Classificação final - Top 10
| Pos | Piloto             | Equipe                   | Montadora | V | Pts  |
| --- | ------------------ | ------------------------ | --------- | - | ---- |
| 1   | Matt Kenseth       | Roush Racing             | Ford      | 1 | 5022 |
| 2   | Jimmie Johnson     | Hendrick Motorsports     | Chevrolet | 3 | 4932 |
| 3   | Dale Earnhardt Jr. | Dale Earnhardt, Inc.     | Chevrolet | 2 | 4815 |
| 4   | Jeff Gordon        | Hendrick Motorsports     | Chevrolet | 3 | 4785 |
| 5   | Kevin Harvick      | Richard Childress Racing | Chevrolet | 1 | 4770 |
| 6   | Ryan Newman        | Penske Racing            | Dodge     | 8 | 4711 |
| 7   | Tony Stewart       | Joe Gibbs Racing         | Chevrolet | 2 | 4549 |
| 8   | Bobby Labonte      | Joe Gibbs Racing         | Chevrolet | 2 | 4377 |
| 9   | Bill Elliott       | Evernham Motorsports     | Dodge     | 1 | 4303 |
| 10  | Terry Labonte      | Hendrick Motorsports     | Chevrolet | 1 | 4162 |